# Echemus
Echemus là một chi nhện trong họ Gnaphosidae.